# Carlo Simionato
Carlo Simionato (Ravenna, 7 gennaio 1961) è un ex velocista italiano.

## Biografia
Ai Campionati del mondo di Helsinki nel 1983 giunse settimo nella finale dei 200 metri e vinse la medaglia d'argento con Pietro Mennea, Stefano Tilli e Pierfrancesco Pavoni nella staffetta 4×100 metri, ex record italiano con il tempo di 38"37.
In precedenza era stato quarto agli Europei del 1982 nella staffetta 4×400 metri e bronzo nei 200 ai Giochi del Mediterraneo del 1983.
A livello nazionale è stato campione italiano dei 200 metri nel 1982 e nel 1985 e campione italiano nei 100 nel 1985, vincendo i campionati italiani indoor sui 200 nel 1984.
Il suo miglior tempo personale nei 200 metri è stato di 20"53 (agosto 1983, Riccione), mentre nei 100 ha raggiunto il tempo di 10"34 (luglio 1985, Ravenna).
Dopo aver ricoperto il ruolo di collaboratore tecnico nel Ravenna e nella Reggina (2010-2011), dal 9 giugno 2011 riveste il medesimo ruolo nella Sampdoria.

## Carriera da allenatore
Carlo Simionato ha intrapreso la carriera da tecnico nel settore giovanile del Ravenna, ottenendo la qualifica UEFA B nel 1998.
Dal 1999 ha lavorato come collaboratore tecnico e allenatore in seconda in numerosi club professionistici italiani, ricoprendo prevalentemente il ruolo di collaboratore della prima squadra o vice allenatore in Serie B e Lega Pro. Tra le principali esperienze figurano:
- Ravenna Calcio (1999–2001, 2004–2010)
- Reggiana (2003–2004)
- Boca San Lazzaro (2002–2003)
- Reggina Calcio (2010–2011 e 2013–2014)
- U.C. Sampdoria (2011–2013)
- Spezia Calcio (2012–2013)
- Robur Siena (2015–2016)
- U.S. Pistoiese 1921 (2016–2017)
- F.C. Pro Vercelli 1892 (2017–2018)
- Imolese Calcio 1919 (2019–2020)

Nel giugno 2021 ha intrapreso un’esperienza internazionale come preparatore atletico del Floriana F.C., club della Premier League maltese, incarico tuttora in corso.

## Record nazionali

### Seniores
- Staffetta 4×200 metri: 1'21"10 ( Cagliari, 29 settembre 1983)  (Stefano Tilli, Carlo Simionato, Giovanni Bongiorni, Pietro Mennea)
- Staffetta 4×200 metri indoor: 1'22"32 ( Torino, 11 febbraio 1984) (Pierfrancesco Pavoni, Stefano Tilli, Giovanni Bongiorni, Carlo Simionato)

## Palmarès
| Anno | Manifestazione          | Sede        | Evento      | Risultato  | Prestazione | Note             |
| ---- | ----------------------- | ----------- | ----------- | ---------- | ----------- | ---------------- |
| 1982 | Europei                 | Atene       | 4×100 m     | 4º         | 38"96       |                  |
| 1983 | Mondiali                | Helsinki    | 200 m piani | 7º         | 20"69       |                  |
| 1983 | Mondiali                | Helsinki    | 4×100 m     | Argento    | 38"37       | Record nazionale |
| 1983 | Giochi del Mediterraneo | Casablanca  | 200 m piani | Bronzo     | 20"63       | w                |
| 1983 | Giochi del Mediterraneo | Casablanca  | 4×100 m     | Oro        | 38"76       |                  |
| 1984 | Giochi olimpici         | Los Angeles | 200 m piani | Semifinale | 20"92       |                  |
| 1991 | Giochi del Mediterraneo | Atene       | 4×100 m     | Oro        | 39"12       |                  |